# Théologie sacramentelle thomiste

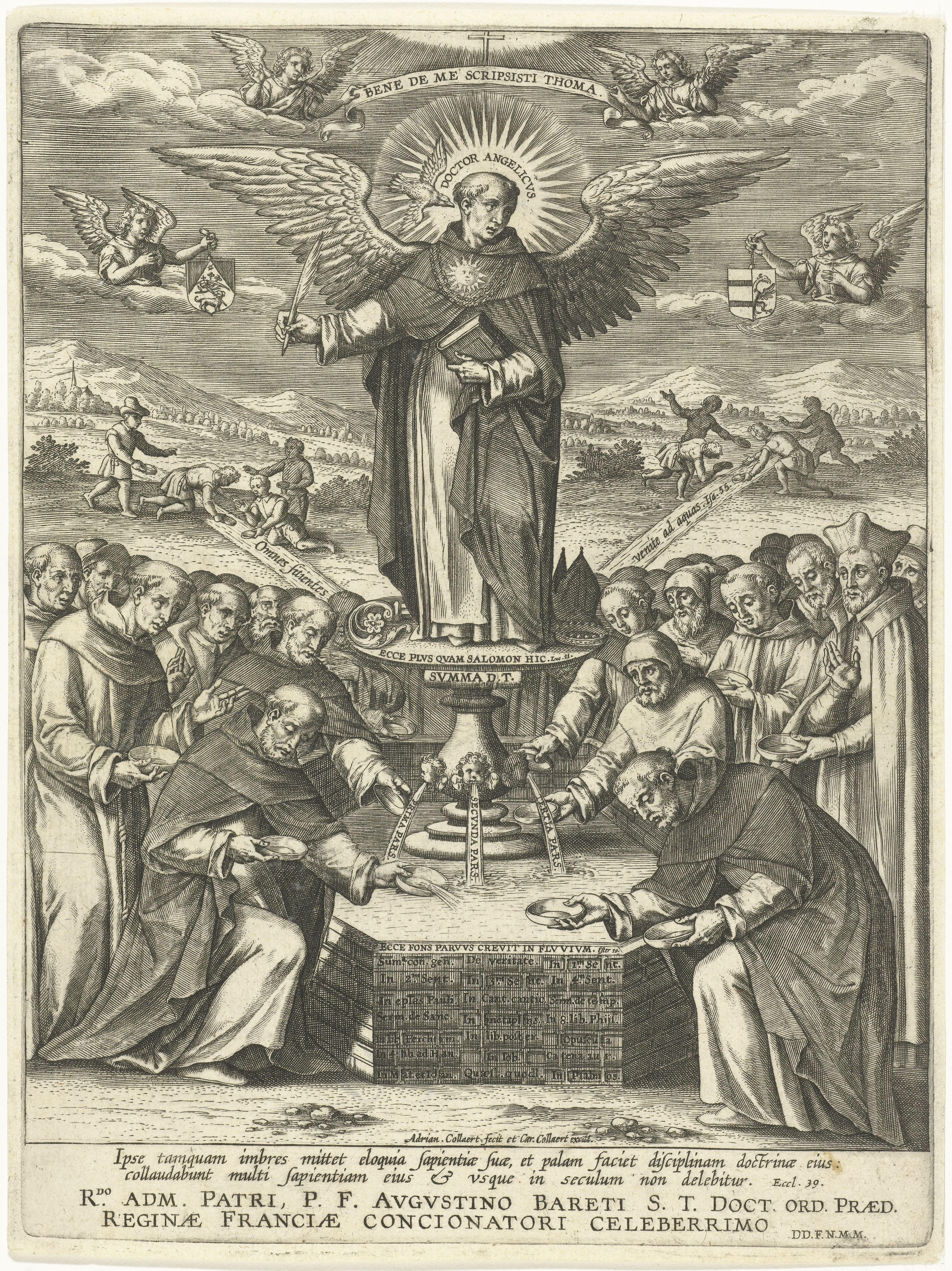
L'œuvre intitulée "Verheerlijking van de Heilige Thomas van Aquino" (La Glorification de Saint Thomas d'Aquin) a été réalisée par l'artiste Adriaen Collaert (1570–1618). Elle fait partie de la collection du Rijksmuseum.

La théologie sacramentelle thomiste est la théologie de saint Thomas d'Aquin des sacrements de l'Église catholique. On le retrouve à travers ses écrits dans la Somme contre les Gentils et dans la Somme théologique.

## Vue générale des sacrements
Dans l'Église catholique, il existe sept sacrements : le Baptême, la Confirmation, l'Eucharistie, la Pénitence, l'Extrême-Onction (l'Onction des Malades), l'Ordre, le Mariage.
Extrait de Summa Contra Gentiles, Livre 4 :

« [...] Le mariage, en tant qu'il consiste en l'union d'un mari et d'une femme dans le but d'engendrer et d'éduquer une descendance pour le culte de Dieu, est donc un sacrement de l'Église ; c'est pourquoi les ministres de l'Église accordent une certaine bénédiction à ceux qui se marient. »

Thomas d'Aquin déclare également, dans la Somme théologique : « Un sacrement n'est rien d'autre qu'une sanctification conférée à l'homme par quelque signe extérieur. C'est pourquoi, puisqu'en recevant des ordres une consécration est conférée à l'homme par des signes visibles, il est clair que l'Ordre est un sacrement. »